# Стерлинг Хајтс (Мичиген)
Стерлинг Хајтс (енгл. Sterling Heights) град је у америчкој савезној држави Мичиген. По попису становништва из 2010. у њему је живело 129.699 становника.

## Демографија
Према попису становништва из 2010. у граду је живело 129.699 становника, што је 5.228 (4,2%) становника више него 2000. године.
|                   | 2010.            | 2000.            |
| Укупно            | 129 699 (100,0%) | 124 471 (100,0%) |
| Белци             | 108 750 (83,85%) | 111 743 (89,77%) |
| Азијати           | 8 742 (6,740%)   | 6 123 (4,919%)   |
| Афроамериканци    | 6 697 (5,163%)   | 1 614 (1,297%)   |
| Остали            | 2 987 (2,303%)   | 3 326 (2,672%)   |
| Хиспаноамериканци | 2 523 (1,945%)   | 1 665 (1,338%)   |